# Spogostylum hamadnallahi
Spogostylum hamadnallahi är en tvåvingeart som beskrevs av El-hawagry 2002. Spogostylum hamadnallahi ingår i släktet Spogostylum och familjen svävflugor.
Artens utbredningsområde är Egypten. Inga underarter finns listade i Catalogue of Life.